# Réacteur S2W

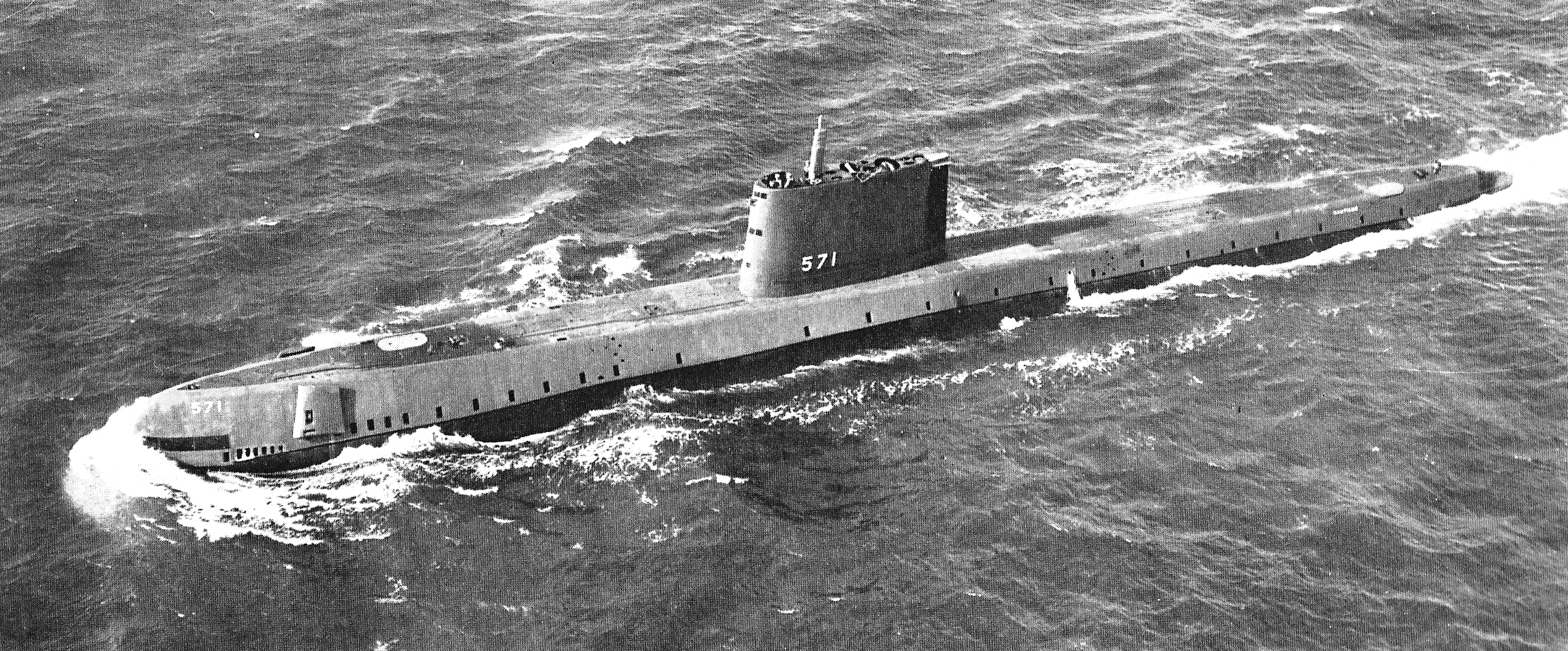
Le Nautilus durant ses essais en mer le 20 janvier 1955.

Le S2W Reactor est un réacteur nucléaire conçu par Westinghouse Electric et utilisé par l’United States Navy pour fournir de l’électricité ainsi que la propulsion sur le premier sous-marin nucléaire, l'USS Nautilus (SSN-571).
L’acronyme S2W signifie :
- S = sous-marin (Submarine)
- 2 = numéro de la génération pour le fabricant
- W = Westinghouse Electric pour le nom du fabricant

Ce réacteur est l'équivalent embarqué du prototype à terre S1W ayant toutefois subi quelques changements mineurs. Ce type de réacteur développe une puissance de 13 400 SHP, soit environ 10 MW.